# Сахель
Сахе́ль (от араб. ساحل‎, са́хель, в переводе означает «берег», «побережье» или «граница») — тропический саванный регион в Африке, который является своеобразным переходом между Сахарой на севере и более плодородными землями на юге, более известными как африканский регион Судан (не путать с государством Судан). Включает двенадцать стран и 300 млн населения (2018). «Это тысячи километров саванн и полузасушливых полей, протянувшихся от Атлантического океана до Красного моря».
С 2014 года для координации действий государств Сахеля существует международное региональное объединение «Сахельская пятёрка», в которую входили Буркина-Фасо, Мавритания, Мали, Нигер и Чад. В 2024 году Буркина-Фасо, Мали и Нигер вошли в Конфедерацию государств Сахеля.

## География

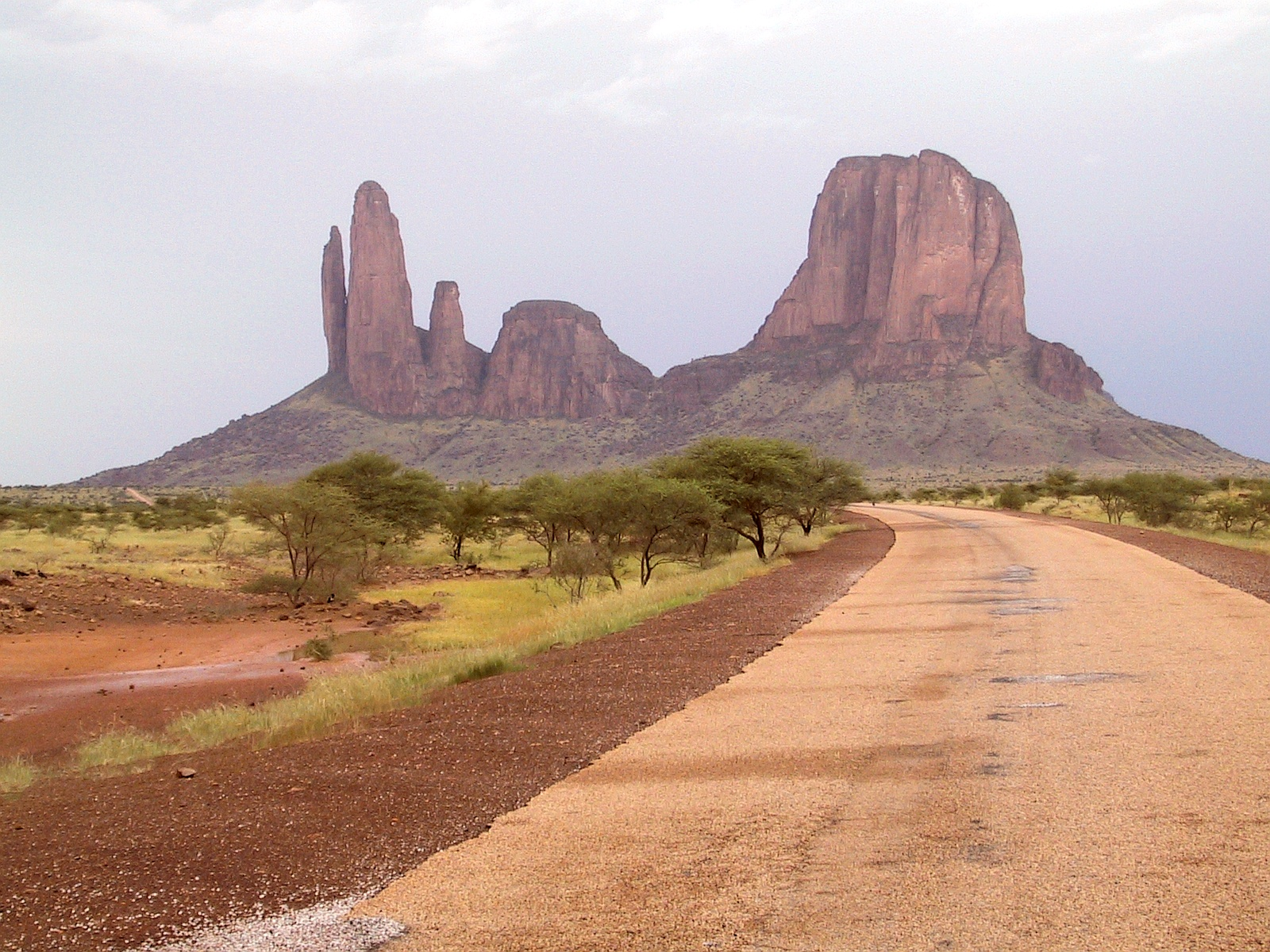
Пейзаж возле Хомбори, Мали

Сахель протянулся на 3900 км от Атлантического океана на западе до Красного моря на востоке, в поясе, ширина которого изменяется от нескольких сотен до тысяч километров; покрывает площадь, равную 3 053 200 км². Это экорегион полузасушливых полей, саванн. Сегодня в зоне Сахеля располагается территория таких государств, как Сенегал, Мавритания, Мали, Алжир, Буркина-Фасо, Нигер, Нигерия, Камерун, Чад, Судан и Эритрея.
Топографически Сахель равнинный регион, его высота колеблется в диапазоне 200—400 метров над уровнем моря. Некоторые изолированные плато и горные цепи берут начало в Сахеле, но тем не менее считаются отдельными экологическими регионами — их флора и фауна отличны от близлежащих низменностей.
Исторически Сахель был родиной королевств, извлекавших прибыль из торговли через пустыню и известных как «Сахельские королевства».

## Климат
Климат в Сахеле тропический и жаркий, с сильными сезонными изменениями в осадках и температуре. В Сахеле выпадает примерно 200—600 мм осадков в год, главным образом с мая по сентябрь (сезон муссонов), в основном в виде сильных, но коротких ливней. Есть сильная корреляция между ливнями в области Сахеля и ураганной активностью в Атлантике.
Регион известен как самый жаркий на планете. Среднемесячные температуры колеблются от 33—36 °C летом до 18—21 °C зимой. В течение зимы горячие сухие ветры Сахары могут создавать песчаные бури.

### История климата

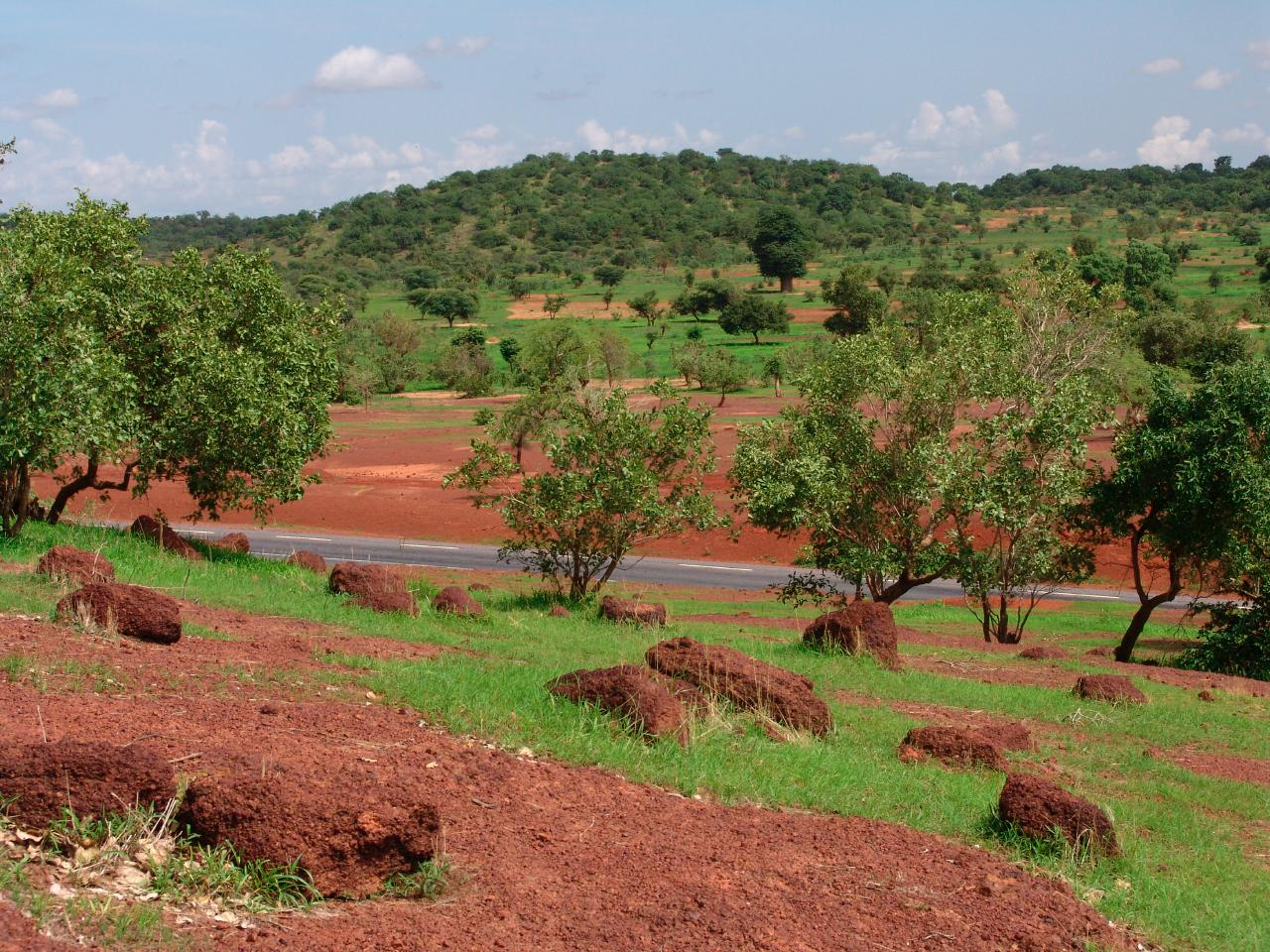
Сахель, около Каеса, Мали

Около 13 тыс. лет назад Сахель являлся частью Сахары и был покрыт дюнами. Они и сформировали современный ландшафт. Огромное озеро Чад и Нигерская внутренняя дельта являются остатками, сформированными после конца ледникового периода. В 10—3 тысячелетиях до н. э. Сахель простирался до Средиземного моря, отличаясь довольно богатой флорой и фауной (в том числе многочисленными гоминидами). В течение XX века подвергся чрезвычайно быстрому опустыниванию. Самая важная проблема в Сахеле — недостаток почвы и воды. Почвы в Сахеле в основном песчаные и кислые, с очень низким содержанием азота и фосфатов. Почвы очень пористы и после ливней быстро осушаются.

## Флора и фауна

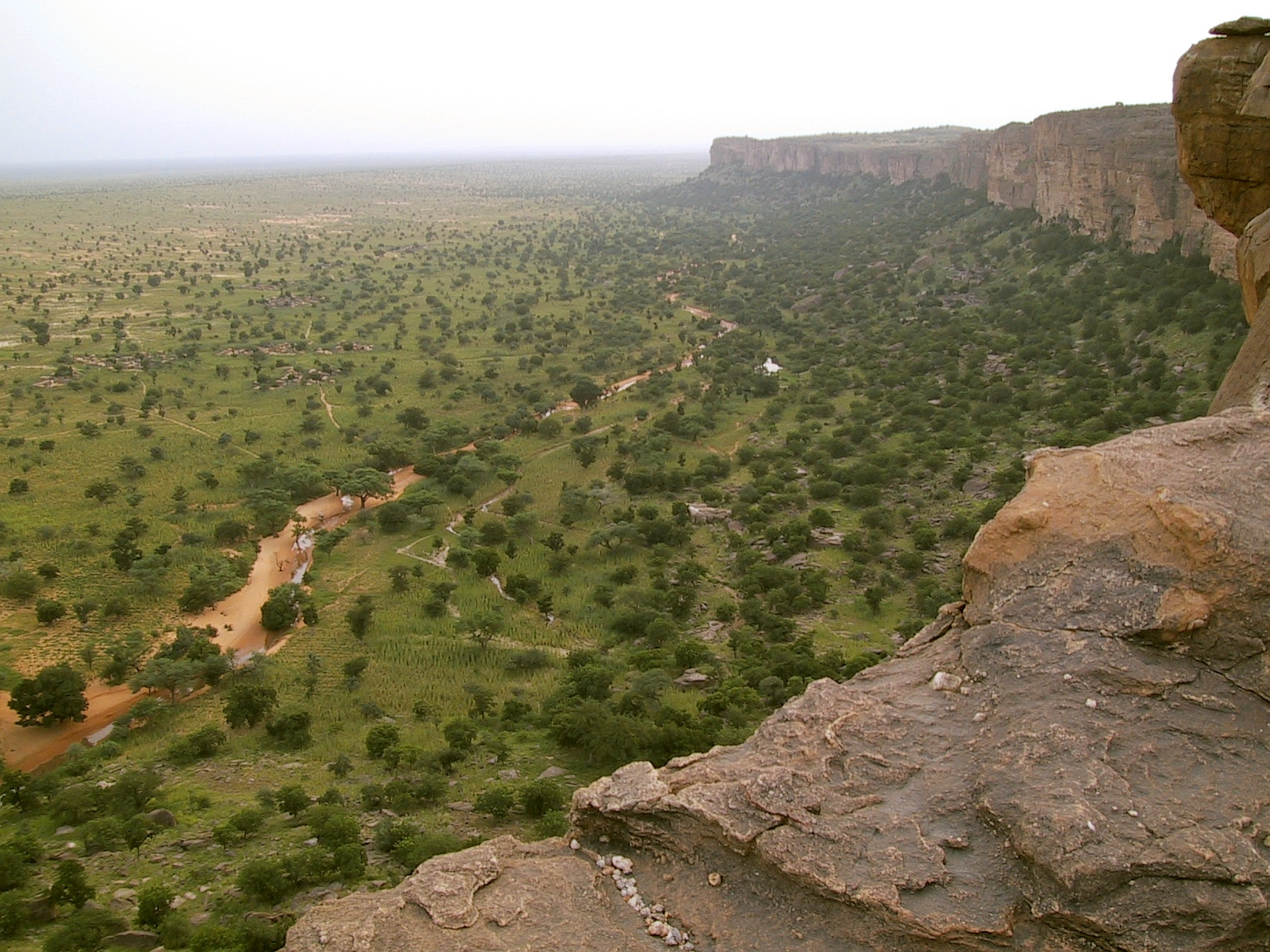
Нагорье Бандиагара, Мали

### Флора
Сахель главным образом покрыт полями и саваннами, с небольшими областями лесов. Трава покрывает всю область Сахеля, среди видов травянистых растений преобладают Cenchrus biflorus, Schoenefeldia gracilis, и Aristida stipoides. Среди разновидностей акаций преобладают такие виды, как Acacia tortilis (самая распространённая), акация сенегальская (Acacia senegal) и Acacia laeta. Встречаются и другие виды деревьев (Commiphora africana, Balanites aegyptiaca, Faidherbia albida и Boscia senegalensis). В северной части Сахеля имеются обширные пространства, покрытые кустарником. В течение долгого сухого сезона со многих деревьев опадают листья, однолетние травы погибают.

### Фауна
Ранее Сахель являлся местом обитания больших популяций млекопитающих, таких как антилопа саблерогая (Oryx dammah), газель-дама (Nanger dama), газель-доркас (Gazella dorcas), краснолобая газель (Eudorcas rufifrons) и антилопа конгони (Alcelaphus busephalus buselaphus). Кроме травоядных, встречались и хищники, например гиеновидная собака (Lycaon pictus), гепард (Acinonyx jubatus) и лев (Panthera leo). В связи с неконтролируемой охотой в XIX—XX веке биологическое разнообразие резко уменьшилось, некоторые виды объявлены уязвимыми (Gazella dorcas и Eudorcas rufifrons).
Заболоченные места Сахеля важны для перелётных птиц, перемещающихся в пределах Африки по африканско-евразийскому миграционному маршруту.

## История

### Ранняя история
Первые очаги сельского хозяйства появились в Сахеле приблизительно за 5000 лет до нашей эры, когда культивировалось сорго и африканский рис (Oryza glaberrima). Примерно в это же время были одомашнены цесарки.
Приблизительно за 4000 лет до нашей эры климат пустыни Сахары и Сахеля начал стремительно становиться более сухим, что привело к ускоренному опустыниванию. Этот процесс обусловил перемещение сельскохозяйственных областей в зоны с более влажным климатом, например, в Западную Африку.

### Миграции населения
Традиционно большинство народов Сахеля были полукочевыми, поэтому и сельское хозяйство было «перемещающимся», но этот способ ведения хозяйства является, вероятно, самым жизнеспособным в условиях Сахеля. Север региона имеет более сухой климат, но и более высокий уровень питательных веществ в почве, тогда как на юге выше количество осадков. Эти различия используются кочевниками: в течение влажного сезона их стада пасутся на плодородной почве севера, а потом совершают переход на несколько сотен километров на юг, чтобы провести сухой сезон на более увлажнённых территориях с менее плодородными почвами. Между кочевыми пастухами всегда происходили конфликты за наиболее благоприятные части Сахеля.

### Средневековые государственные образования
Сахельские королевства представляли собой ряд империй, богатство которых зависело от торгового пути через Сахару. Их власть подкреплялась наличием у них больших вьючных животных, таких как верблюды и лошади, которые были полезны как в торговле, так и в сражениях. Все эти империи были децентрализованными с городами, имеющими большую автономию. Первые большие королевства Сахеля появились после 750 года н. э., ими было создано несколько больших торговых городов на реке Нигер: Томбукту, Гао и Джен.
Территории государств Сахеля были ограничены с юга лесной зоной, населённой народами Ашанти и Йоруба, поскольку воины сахельских королевств сильно уступали местным в условиях войны в лесу.

### Засухи XX века
Сильная засуха в Сахеле наступила в 1914 году. Она была вызвана низким количеством дождей. Это явление вызвало крупномасштабный голод. Суровая и длительная засуха наблюдалась в этом регионе и с 1968 по 1973 год. Засуха разразилась после относительно длительного благоприятного по влажности периода 1947—1968 годов. Уже в 1967 году во многих районах дождей было меньше, чем в предыдущие годы, но в основном ещё в пределах средней нормы. В 1968 году наметился небольшой дефицит осадков, но главная сложность заключалась в их неблагоприятном распределении во влажный сезон. В сахельской зоне Нигера, например, обильные дожди прошли необычайно рано — в марте — апреле, а затем последовал абсолютно сухой май. Все последующие годы отличались большим дефицитом осадков. Своего апогея засуха достигла в 1972 году.
Резкое сокращение дождей наблюдалось не только в Сахеле, но и в примыкающей с юга суданской, преимущественно земледельческой, зоне особенно в 1972 году. Следующий год оказался менее суровым, но не повсеместно. Так, в Гао (Мали) при среднегодовой норме осадков 263 мм было зарегистрировано в 1973 году всего 144 мм влаги (против 157 мм в 1972 и 173 мм в 1971). Последним годом засухи считают 1973-й. Однако и в следующий год долгожданные дожди пришли не во все районы. Например, для жителей того же Гао 1974 год оказался наиболее дефицитным по осадкам: их выпало лишь 128 мм.
Долгий период засухи с 1968 по 1974 год быстро сделал Сахель непригодным для жизни. Произошло сильное изменение ландшафта. Лишь только помощь международных организаций позволила Сахелю избежать такого количества жертв, как в 1914 году. Эта катастрофа привела к созданию Международного фонда сельскохозяйственного развития.
В 1983-84 годах Сахель поразила ещё более сильная засуха, чем в начале 1970-х годов, однако её последствия были менее значительными, поскольку к тому времени общества соответствующих стран научились лучше справляться с такими бедствиями.
Отмечается, что в Сахеле более, чем в других регионах мира, проявляется глобальное потепление.